# Mastigodiaptomus albuquerquensis
Mastigodiaptomus albuquerquensis is een eenoogkreeftjessoort uit de familie van de Diaptomidae. De wetenschappelijke naam van de soort is voor het eerst geldig gepubliceerd in 1895 door Herrick.